# Торе Палавичина
Торе Палавичина (итал. Torre Pallavicina) је насеље у Италији у округу Бергамо, региону Ломбардија.
Према процени из 2011. у насељу је живело 1063 становника. Насеље се налази на надморској висини од 98 м.

## Становништво
Према резултатима пописа становништва 2011. у општини је живело 1.114 становника.
| 1931. | 1936. | 1951. | 1961. | 1971. | 1981. | 1991. | 2001. | 2011. |
| ----- | ----- | ----- | ----- | ----- | ----- | ----- | ----- | ----- |
| 1.841 | 1.804 | 1.802 | 1.295 | 1.071 | 984   | 946   | 1.063 | 1.114 |